# Christian Haas
Christian Haas (Núremberg, República Federal Alemana, 22 de agosto de 1958) es un atleta alemán retirado especializado en la prueba de 4 x 100 m, en la que ha conseguido ser medallista de bronce europeo en 1982.

## Carrera deportiva
En el Campeonato Europeo de Atletismo en Pista Cubierta de 1980 ganó la plata en los 60 metros, tras el polaco Marian Woronin.
Dos años después, en el Campeonato Europeo de Atletismo de 1982 ganó la medalla de bronce en los relevos 4 x 100 metros, con un tiempo de 38.71 segundos, llegando a meta tras la Unión Soviética y Alemania del Este (plata).